# Пьета
Пьета́, Пиета́ (итал. pietà — сострадание, любовь, жалость, милосердие, от лат. pietas — набожность, благочестие) — западноевропейское название темы оплакивания Иисуса Христа. В основе такой иконографии — эпизод «Страстей Христовых», следующий за снятием тела Иисуса Христа с креста и предшествующий Его погребению. В отличие от более широкой темы «Оплакивания» композиции Пьеты в западноевропейском искусстве, как правило, предполагают изображение только двух фигур: Богоматери и лежащего у Неё на коленях или около Её ног мёртвого тела Христа.

## История термина
В античности слово лат. pietas означало почитание богов, семьи и отечества, а также нравственное поведение, — идеи, положенные в основу многих классических тем и сюжетов, например сюжета «Римское милосердие», или «Отцелюбие римлянки», и других, изложенных в книгах Валерия Максима или Тита Ливия. Самые благочестивые граждане удостаивались эпитета «Pius» (набожный, благочестивый, добродетельный). Ради укрепления государства в Древнем Риме учредили культ богини Пиетас. Термин «Pietas» в итальянском искусстве эпохи Возрождения и Нового времени относят также к изображениям Мадонны с Младенцем — композициям, проникнутым особенным чувством сострадания и грусти. Такие изображения называют «Мадонна кротости» (итал. Madonna Pietas).

## Иконографические варианты темы
В ренессансной Италии христианская иконография «Оплакиваний» (итал. Lamentazione) заимствовалась из Византии. Композиция представляла собой изображение распростёртого на земле или на плите гробницы тела Христа в окружении предстоящих фигур. Таковы знаменитые картины «Мёртвый Христос» падуанского живописца Андреа Мантеньи и «Мёртвый Христос в гробу» немецкого художника Ганса Гольбейна Младшего, относимые к византийскому иконографическому типу эпитафиой.
В XV веке в связи с распространением течения мистического христианства в искусстве интернациональной готики получили распространение композиции типа «Образ благочестия» (лат. Imago Pietatis). В таких произведениях, в венецианской живописи (Дж. Беллини. Мёртвый Христос, 1455), в мраморных алтарных рельефах (в церкви Санта-Мария-дей-Мираколи, Венеция, 1494), Христа представляли после смерти, по пояс, как бы встающим из гробницы, в терновом венце и с кровоточащими ранами, ещё не воскресшим, но с открытыми глазами. С двух сторон Его поддерживают ангелы либо Дева Мария и евангелист Иоанн. В восточной церкви и древнерусском искусстве близкий иконографический вариант именуют «Не рыдай Мене, Мати».
Подобные изображения получили наибольшее распространение под влиянием византийской иконографии в венецианской и итало-критской школах живописи. Они отличаются необычным сочетанием натурализма и экспрессии.
В средневековом искусстве Германии, Богемии, Австрии того же времени получил распространение особенный тип «Горизонтальных оплакиваний» (лат. Pietas Horizontalis), в которых тело Христа изображали горизонтально распростёртым на коленях Девы Марии. В скульптуре такие композиции появились в 1390—1410-х годах в Праге, Зальцбурге, Вроцлаве, а затем получили распространение в разных областях Италии, где работали немецкие мастера. Они имеют своеобразное название «Образы вече́ри», или «Веспербильд» (нем. Vesperbilder). Под влиянием этих произведений появлялись аналогичные композиции в живописи французских и итальянских художников. Шедеврами такого рода являются «Авиньонская пьета» Ангеррана Картона (около 1455), «Пьета» Козимо Туры (около 1460), «Пьета» Тициана (1576) и «Оплакивание» Паоло Веронезе (около 1580). Для искусства бургундской и парижской школ характерны композиции в форме тондо (в круглом формате). Они сложились под влиянием традиций средневекового искусства Нидерландов.
Богоматерь в «горизонтальных оплакиваниях» по традиции изображают совсем молодой, почти девочкой. Контраст образов молодой Девы и взрослого Сына у Неё на коленях создаёт особенное духовное напряжение и трогательное, просветлённо-созерцательное настроение. Согласно идеям мистического христианства, усвоенного итальянской иконографией, «Божественная воля поддерживала цвет и свежесть молодости у невинной Девы на протяжении всей Её жизни». Именно этой средневековой традиции следовал Микеланджело Буонарроти при создании своего раннего скульптурного шедевра «Пьеты» (1499), получившей название «Ватиканской» (по месту её позднейшего нахождения).
- Рогир ван дер Вейден. Пьета. 1450. Музей Прадо, Мадрид
- Ж. Малуэль. Пьета. Около 1410. Лувр, Париж
- Пьетро Перуджино. Пьета. 1490. Уффици, Флоренция
- Б. Рускони (Диана). Пьета. 1510. Дерево, темпера. Музей Коррер, Венеция
- Тициан. Пьета. 1576. Галерея Академии. Венеция
- А. Карраччи. Пьета. 1600. Музей Каподимонте, Неаполь
- Ф. И. Гюнтер. Пьета Неннинген. 1774. Дерево, роспись. Неннинген, Швабия
- В. Ван Гог. Пьета. 1889. Музей ван Гога, Амстердам

## Поздние «Пьета» Микеланджело Буонарроти
После «Ватиканской Пьеты» Микеланджело отошёл от «горизонтального» типа композиции и на подготовительных рисунках 1552—1553 годов, созданных по просьбе маркизы Виттории Колонна, и, вероятно, под её влиянием, разрабатывал новый, оригинальный тип композиции, совмещая иконографию Распятия и Оплакивания, причём он использовал особую форму «вилкообразного креста», связанного с символикой «Древа жизни» (лат. Arbor Vitae). В «вертикальных оплакиваниях» тело Христа поддерживают ангелы, позади — Мадонна с простёртыми руками в позе Оранты (Молящей). В одном из рисунков Микеланджело на стволе креста поместил надпись: «Не думают, какою куплен кровью», фраза из «Божественной комедии» Данте Алигьери (Рай, XXIX, 91).
Вертикальную композицию Микеланджело развивал в своих поздних скульптурных композициях. После смерти Виттории Колонна в 1547 году, последнего друга и единомышленника 72-летнего художника, их платоническая любовь, «переведённая в сферу идей неоплатонического общения душ и католической любви во Христе» подтолкнула Микеланджело к новым поискам. Скульптор стал разрабатывать пирамидальную композицию, также восходящую к искусству интернациональной готики. Таковы его последние произведения: «Pieta Santa Rosalia», «Pieta Santa Maria del Fiore», «Pieta Rondanini». Опираясь на средневековую иконографию, в тяжёлые минуты жизни, размышляя о близкой смерти, престарелый художник создавал необычайно смелые композиции и образы.
Между 1550 и 1555 годами Микеланджело работал над «Флорентийской Пьетой» — скульптурной группой, представляющей мёртвое тело Христа, поддерживаемое с двух сторон Девой Марией и Марией Магдалиной, и возвышающейся над ними фигурой святого Никодима с лицом самого художника. Пластическая выразительность этого произведения столь велика, что кажется, будто фигуры движутся вокруг оси, повинуясь динамике мощной S-образной линии. Тела сливаются друг с другом, создавая необычайное ощущение духовного единения. Художник оставил это произведение незаконченным по многим причинам (не только из-за брака в мраморе, но, скорее, по причине духовной неудовлетворённости).
В своём последнем произведении, над которым художник работал за несколько дней до смерти — «Пьете Ронданини», — Микеланджело, по определению М. Я. Либмана, снова обратился к «готической традиции: группа из двух фигур, в которой Бог Отец, стоя позади, поддерживает тело Сына». Однако, в отличие от традиционной иконографической схемы, сохраняя вертикализм композиции, вместо Бога Отца Микеланджело изобразил страдающую фигуру Матери. В окончательном варианте две фигуры слились воедино и кажутся невесомыми, они как бы парят в неземном пространстве. «Здесь нет оплакивания в сюжетном смысле этого слова, — писал об этом произведении М. Я. Либман, — Нет здесь и элементов снятия с креста или положения во гроб. Это не действие, а состояние мистического углубления в страдания, смерть и воскресение Христа. В этом смысле старый художник возвратился к искусству позднего Средневековья, где ни весомость тела, ни его правильные пропорции, ни гармония композиции такой уж большой роли не играли. Где главной целью была одухотворённость образа».
По мнению М. Дворжака, Микеланджело в этом произведении достиг «совершенного единства материальной формы и духовного содержания, тела и чувств».
- Пьета. Около 1420. Дерево. Австрия. Епархиальный музей, Клагенфурт-ам-Вёртерзе
- Веспербильд. Около 1500. Дерево. Швабия. Баварский национальный музей, Мюнхен
- Микеланджело Буонарроти. Флорентийская Пьета. 1547—1555. Музей произведений искусства Собора, Флоренция
- Микеланджело Буонарроти. Пьета Палестрины. Около 1555. Галерея Академии, Флоренция
- Микеланджело Буонарроти. Пьета Ронданини. 1564. Кастелло Сфорцеско, Милан